# Hans Wendt (Schriftsteller)
Hans Wendt (* 23. Juni 1878 in Neubrandenburg; † 8. Mai 1922 ebenda) war ein deutscher Schriftsteller, der in hoch- und niederdeutscher Sprache publizierte. Er beschrieb satirisch die politischen Verhältnisse in Mecklenburg-Strelitz in der Zeit vor und nach dem Ersten Weltkrieg.

## Leben
Hans Wendt, Sohn eines Kaufmanns, besuchte das Gymnasium in Neubrandenburg und erlernte anschließend in Nauen und Berlin den Beruf des Kaufmanns. Er gründete 1902 in Düsseldorf eine eigene Firma. Nach dem Tod seines Bruders kehrte er 1904 nach Neubrandenburg zurück, wo er das Erbe des Vaters übernahm.
1906 begann er, Gedichte, Romane und politische Schriften in Hoch- und Niederdeutsch zu veröffentlichen. Durch seine kritischen Schriften angefeindet, verließ er 1912 Neubrandenburg erneut. Nach Reisen durch Russland und Skandinavien arbeitete er als Hauptschriftleiter in Hirschberg in Schlesien.
Während des Ersten Weltkriegs wurde er mehrfach verwundet und arbeitete für den Rest des Krieges als kaufmännischer Leiter bei der Siemens & Halske AG. Nach dem Krieg eröffnete er ein neues Geschäft in Neubrandenburg und arbeitete mit an der Neubrandenburger Zeitung.
Außer in Zeitungsartikeln und Flugschriften setzte Wendt sich auch in Romanen satirisch mit den politischen Zuständen in Mecklenburg-Strelitz auseinander.

## Schriften (Auswahl)
- Woans Meckelnbörg binah tau ne schöne Verfatung kamen wir. Wismar 1907
- Mecklenburgische Wirtschaftspolitik im Hinblick auf die notwendige Verfassungsänderung, Wismar 1908
- Meckelbörger Minschen. Roman, 1911
- Große Zeit. Schauspiel, 1913
- Des Reiches Ende. Roman, 1914
- Schicksalsschmiede. Roman
- Revolutschon in Meckelbörg. Roman, 1920
- En Wihnachtsbauk för plattdütsch Lüd. 1920
- Dörchläuchtingsland. Roman, 1921